# پاتریشیا الیوت
پاتریشیا الیوت (انگلیسی: Patricia Elliott؛ زادهٔ ۲۱ ژوئیهٔ ۱۹۴۲) یک هنرپیشه اهل ایالات متحده آمریکا است. وی از سال ۱۹۶۸ میلادی تاکنون مشغول فعالیت بوده‌است.
پاتریشیا الیوت ، ۱ دی ۱۳۹۴ درگذشت .